# 洛克維爾 (北卡羅萊納州)
洛克維爾（英語：Lockville）是位於美國北卡羅萊納州查塔姆縣的非建制地區。

## 歷史
洛克維爾的郵局於1869年設立，其後於1910年停運。

## 地理
洛克維爾所處的海拔為高於海平面154米（即505英呎），而該地所採用的時區為UTC-5，即北美东部时区（EST）。同時該地設有夏令時間，為UTC-5調快一小時，即UTC-4（EDT）。